# Apocephalus hystricosus
Apocephalus hystricosus är en tvåvingeart som beskrevs av Brown 2002. Apocephalus hystricosus ingår i släktet Apocephalus och familjen puckelflugor.
Artens utbredningsområde är Panama. Inga underarter finns listade i Catalogue of Life.